# Мирошниченко, Алексей Григорьевич
Мирошниченко Алексей Григорьевич (род. 16 августа 1974, Донецк, УССР, СССР) — российский хореограф, танцовщик, главный балетмейстер
 Пермского академического театра оперы и балета им. П. И. Чайковского с 2009 по 2020 год и в настоящее время. Представитель неоклассического направления в хореографии. Заслуженный артист Российской Федерации (2018).

## Биография
Алексей Мирошниченко родился в Донецке. Впоследствии семья переехала в Санкт-Петербург.
В 1992 году окончил Академию Русского балета им. А. Я. Вагановой как артист балета (учился у профессора Валентина Оношко), после чего стал танцовщиком в Мариинском театре. Выступал преимущественно в деми-характерном амплуа.
В 1997 году состоялся дебют Мирошниченко в качестве хореографа: для студентов Академии Русского балета он поставил номер на музыку «Детского альбома» Петра Чайковского, а в Мариинском театре — балет «Свадебка» Игоря Стравинского.
В 2002 году окончил альма-матер как балетмейстер, учился в классе профессоров Игоря Бельского (скончался в период обучения Мирошниченко) и Георгия Алексидзе. В 2003—2008 преподавал там же, на кафедре балетмейстерского образования.
Завершив карьеру танцовщика, продолжил работать в Мариинском театре как балетмейстер. Поставил танцы в операх «Парсифаль» Рихарда Вагнера, «Обручение в монастыре» Сергея Прокофьева, «Сомнамбула» Винченцо Беллини. Был ассистентом режиссера и хореографа на постановках «Лоэнгрин» Рихарда Вагнера, «Служанка-госпожа» Джованни Баттиста Перголези.
Для солистов балетной труппы Мариинского театра сочинил такие миниатюры, как «Отшельники» на музыку Карла Орфа, «Адажио» на музыку Иоганна Себастьяна Баха, «Павана» на музыку Габриеля Форе, «Фугата» на музыку Астора Пьяццоллы, Helios-Fighter на микс из произведений экспериментальной немецкой группы Einstürzende Neubauten и французского композитора-импрессиониста Клода Дебюсси, Nanou на музыку ирландского композитора и диджея Aphex Twin, а также «Получи, что ты дал» на музыку английского электронного дуэта Plaid.
С 2004 года Алексей Мирошниченко стал репетитором балетов неоклассика Уильяма Форсайта в Мариинском театре. В том же году принял участие в «Мастерской новой хореографии», организованной Большим театром по инициативе тогдашнего руководителя его балетной труппы Алексея Ратманского. В рамках «Мастерской» Мирошниченко осуществил постановку «Венгерских танцев» на музыку одноименного инструментального цикла Иоганнеса Брамса.
В 2005 году по приглашению New York Choreographic Institute Мирошниченко работал со студентами The School of American Ballet и труппой New York City Ballet. В 2009 году по заказу NYCB поставил балет «Дама с собачкой» Родиона Щедрина.
Сотрудничал с российскими драматическими и оперными театрами. В 2002 году в Новосибирском академическом театре оперы и балета создал вечер одноактных балетов, в программе которого были: «Дороги любви» (на музыку из произведений Курта Вайля, Жозефа Косма и Франсиса Пуленка) и «Симфония для матричных принтеров» (на музыкальный микс из композиций User и сочинений Вольфганга Амадея Моцарта). В 2008-м сочинил танцы в спектакле режиссера Валерия Фокина «Женитьба» по одноименной пьесе Николая Гоголя в Александринском театре (Санкт-Петербург).
С 2009 по 2020 годы состоял во главе балетной труппы Пермского театра оперы и балета. Художественная деятельность Алексея Мирошниченко в Перми была отмечена различными наградами: в частности, он стал лауреатом премии «Золотая Маска» как балетмейстер-хореограф (в 2018 году за спектакль «Золушка»), получал местные премии. Пермский театр оперы и балета под руководством Теодора Курентзиса и Мирошниченко выдвинулся в число ведущих музыкальных театров России.
В 2016 году журнал о балете и танце Dance Europe назвал Пермский балет и балет Мариинского театра лучшими танцевальными компаниями года, а Алексея Мирошниченко — лучшим руководителем года.

## Основные постановки
Алексей Мирошниченко — хореограф неоклассического направления. С 2009 года ставит в основном для Пермского балета. В репертуаре театра идут такие его балеты, как: «Дафнис и Хлоя» Мориса Равеля, «Вариации на тему рококо» на музыку Петра Чайковского, «Шут» Сергея Прокофьева, «Голубая птица и принцесса Флорина» на музыку Адольфа Адана, «Условно убитый» Дмитрия Шостаковича, новая редакция «Лебединого озера» Петра Чайковского, «Золушка» Сергея Прокофьева, «Жар-птица» Игоря Стравинского. В 2012 году первым в России осуществил постановку балета Уильяма Форсайта The Second Detail («Вторая деталь»).
Сочинил хореографию на музыку нескольких произведений российского композитора Леонида Десятникова: «В сторону Лебедя» (номер был впервые исполнен артистами The New York City Ballet, а затем его танцевали солисты Мариинского театра Александр Сергеев и Олеся Новикова), «Как старый шарманщик…», «Ноктюрн».
В 2007 году поставил балет «Ринг» на музыку российского хип-хоп проекта 2H Company, премьера состоялась в Мариинском театре.
Алексей Мирошниченко — автор танцев в фильмах «Музыка, ушедшая из России» (2002) режиссера Петра Троицкого, «Нулевой километр» (2007) режиссера Павла Санаева, «Матильда» (2017) режиссера Алексея Учителя (в этом фильме Мирошниченко сыграл также эпизодическую роль ассистента балетмейстера).

## Награды
- премия Открытого российского конкурса «Арабеск» (2010) за номер «Ноктюрн» на музыку Леонида Десятникова
- премия им. Ф. Лопухова Международного конкурса артистов балета Vaganova-Prix (1998) за номер «Отшельники» Карла Орфа
- премия им. С. П. Дягилева администрации города Перми (2011) за постановку балета «Дафнис и Хлоя» Мориса Равеля
- премия XII Пермского краевого театрального фестиваля-конкурса «Волшебная кулиса» (2013) за художественную стратегию в руководстве пермской балетной труппой
- премия Пермского края в сфере культуры и искусства (2014) за премьеру на пермской сцене балета «Ромео и Джульетта» Сергея Прокофьева в хореографии Кеннета Макмиллана (выступил художественным руководителем проекта)
- премия «Душа танца» журнала «Балет» (2014) в номинации «Маг танца»[11]
- премия «Золотая маска» в номинации «работа балетмейстера-хореографа» (2018) за спектакль «Золушка»[12]

## Хронология балетов и концертных номеров
- 1997 — «Детский альбом» на музыку Петра Чайковского
- 1997 — «Свадебка» Игоря Стравинского
- 2004 — «Венгерские танцы» на музыку Иоганнеса Брамса
- 2006 — «В сторону Лебедя» на музыку Леонида Десятникова
- 2007 — «Как старый шарманщик…» на музыку Леонида Десятникова
- 2007 — «Ринг» на музыку 2H Company
- 2009 — «Дама с собачкой» Родиона Щедрина
- 2010 — «Ноктюрн» на музыку Леонида Десятникова
- 2010 — «Дафнис и Хлоя» Мориса Равеля
- 2011 — «Вариации на тему рококо» на музыку Петра Чайковского
- 2011 — «Шут» Сергея Прокофьева
- 2014 — «Голубая птица и принцесса Флорина» на музыку Адана
- 2014 — «Я тебя не люблю» на музыку Курта Вайля
- 2014 — «Умирающий лебедь» на музыку Камиля Сен-Санса
- 2015 — «Условно убитый» Дмитрия Шостаковича
- 2015 — новая редакция «Лебединого озера» Петра Чайковского
- 2016 — «Золушка» Сергея Прокофьева
- 2017 — «Жар-птица» Игоря Стравинского
- 2017 — «Щелкунчик» Петра Чайковского
- 2018 — «Баядерка» Людвига Минкуса
- 2019 — «Шахерезада» Николая Римского-Корсакова
- 2023 — «Ярославна» Бориса Тищенко

## Комментарии
1. ↑  «Неоклассика» — разновидность классического балета в XX веке, примером которой являются постановки Джорджа Баланчина, Сержа Лифаря, Уильяма Форсайта, Алексея Ратманского и др. Термин утвердился в 1920 годах после «Русских балетов» Сергея Дягилева. Как эстетическое явление неоклассика характеризуется утонченностью форм, графичностью ансамблевых рисунков, отсутствием пантомимы и, как правило, бессюжетностью.